# Plouzévédé
Plouzévédé település Franciaországban, Finistère megyében. Lakosainak száma 1856 fő (2022. január 1.). Plouzévédé Mespaul, Plougar, Plougourvest, Plouvorn, Saint-Vougay, Tréflaouénan és Trézilidé községekkel határos.

## Népesség
A település népességének változása:
| Lakosok száma | 1570 | 1461 | 1416 | 1546 | 1793 | 1792 | 1766 | 1760 | 1775 | 1856 |
|               | 1968 | 1982 | 1990 | 2006 | 2013 | 2015 | 2017 | 2019 | 2020 | 2022 |